# Jungfru Marie bebådelsedag
Jungfru Marie bebådelsedag, Annuntiatio Mariæ, tidigare även Herrens bebådelse, vårfrudagen, frue dag, är en årlig kristen högtid som firas nio månader före jul i syfte att högtidlighålla att jungfru Maria genom ärkeängeln Gabriel fick veta att hon skulle bli havande med Jesus.
Jungfru Marie bebådelsedag firas 25 mars i romersk-katolska kyrkan och de ortodoxa kyrkorna, med vissa undantag beroende på när påsken inträffar. I Svenska kyrkan firas dagen på den söndag som infaller 22–28 mars, och temat är "Guds mäktiga verk", även där med vissa undantag.

## Kristen tradition
Kyrkoåret kom tidigt att innefatta en rad dagar som särskilt ägnas jungfru Maria i hennes egenskap av Guds moder. Många av dessa Mariafester har även ett starkt kristologiskt innehåll.

### Katolska kyrkan
År 1684 införde katolska kyrkan traditionen att, när 25 mars infaller i stilla veckan, fira jungfru Marie bebådelsedag på lördagen före palmsöndagen eller, vilket numer är norm, måndag efter påskoktaven, det vill säga måndagen efter annandag påsk. Är 25 mars en söndag, firas bebådelsen måndag 26 mars. I östlig kristendom firas dock Bebådelsen alltid 25 mars.

### Svenska kyrkan
Sedan 1953 firas i Svenska kyrkan dagen den söndag som infaller 22–28 mars, såvida inte palmsöndagen infaller under denna period eller tidigare; då ersätter denna dag Femte söndagen i fastan.
Av de ursprungliga Mariadagarna har Svenska kyrkan bevarat två. Kyndelsmässodagen firas den söndag som infaller närmast den 2 februari till minne av hur Maria frambar Jesus i templet och Marie bebådelsedag söndagen närmast den 25 mars. Marie bebådelsedag infaller nio månader före jul men är även nära associerad med vårdagjämningen.

#### Texter
Söndagens tema enligt 2003 års evangeliebok är Guds mäktiga verk. De bibeltexter som används för att belysa dagens tema är:
| Första årgången                                          | Andra årgången                                                                                   | Tredje årgången | Psaltarpsalm       |
| Jesaja 7:10–14 Romarbrevet 8:1–4 Lukasevangeliet 1:26–38 | Mika 5:2–4 Romarbrevet 4:18–21 Lukasevangeliet 1:26–38 Lukasevangeliet 1:39–45 (alternativ text) | Första Samuelsboken 2:1–10 Kolosserbrevet 1:15–20 Lukasevangeliet 1:26–38 Lukasevangeliet 1:46–55 (alternativ text) | Psaltaren 147:7–15 |

## Andra dagar tillägnade Maria
Andra Mariafester av gammalt ursprung är Marias besök hos Elisabet (Luk. 1:39-56), Johannes döparens mor, den 31 maj (tidigare 2 juli) och Marie lekamliga upptagande till himlen den 15 augusti, Assumptio, innan 1901 även kallad Vårfrudag . Marie födelsedag den 8 september är troligen invigningsdagen för den nuvarande Sankta Annakyrkan i Jerusalem, uppförd på den plats där Marie födelsehus anses ha legat. Marie utkorelse och fullkomliga renhet firas den 8 december.

## Svenska våffeldagen

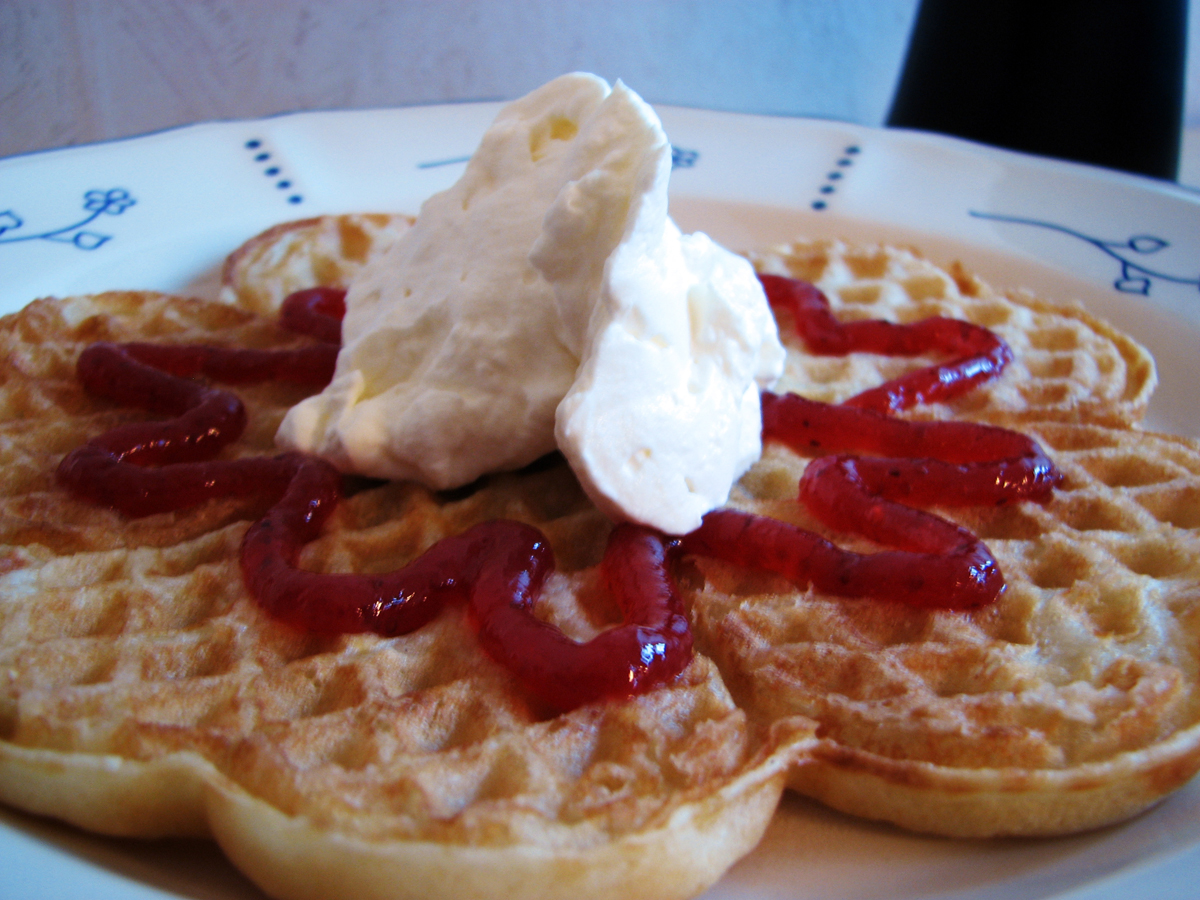
Våffla med sylt och vispad grädde

Förr kallades denna dag – som var en helgdag – för Vårfrudagen (tidigare Frue dag i Skåne) efter titeln Vår Fru för jungfru Maria. I Sverige har vårfrudagen i folkmun omformats till våffeldagen, vilket gett upphov till seden att äta våfflor denna dag. Våffeldagen är alltså fortfarande den 25 mars, trots att det svenskkyrkliga kyrkoårets helgdag flyttats till närliggande söndag.